# せとみ
せとみは、ミカン科ミカン属の柑橘類の一つ。「伊予柑」の代替品種として、「清見」に、山口県原産の「吉浦ポンカン」を交配して育成され、2004年に品種登録された。また2006年3月から糖度13.5 度以上、酸度1.35%以下の果実を「ゆめほっぺ」の名称で販売している。
果形は扁球、果実の重さが180~200 グラム程度、果皮色は濃橙で、育成地（山口県大島郡橘町）では3月上旬から4月中旬に成熟する。「不知火」のようなデコは発生しない。食味の特徴として、みかんの仲間で最も甘い、プチプチした独特の食感がする、袋（じょうのう膜）ごと食べられることなどが挙げられる。
日本における2010年の収穫量は132.6 トンで、その全てが山口県において生産されている。

## 韓国での栽培
韓国にはデコポン、甘平、せとか、紅まどんななどと同じく2000年代初頭に種苗が日本から済州島へ流出。
せとみは漢拏香（한라향）の名称で出荷され、2012年には栽培面積20.4ha、生産量313tとなった。
なお、韓国独自開発の栽培品種は全体の3％に過ぎないことを現地関係者が苦慮し、2023年より甘平、紅まどんな、せとかなどの交配種を独自新品種として公表する予定である。
2024年、韓国済州道農業技術院は、10年以上の月日をかけて開発した新品種タルコミ（韓国語で「甘い」）の苗木が中古取引プラットフォームで不法取引されたとして、出品した4人を食品新品種保護法違反疑惑で告訴した。「今後も実施権移転契約を締結していない業者や個人が苗木を販売する場合、警告なしに強力な法的措置を取る」と通告している。タルコミは紅まどんなとせとみの交配品種である。